# Schachweltmeisterschaft der Frauen 2008
Die Schachweltmeisterschaft der Frauen 2008 wurde im KO-System ausgetragen. Die bisherige Weltmeisterin Xu Yuhua scheiterte dabei bereits in der 2. Runde. Neue Titelträgerin wurde die russische Spielerin Alexandra Kostenjuk. Austragungsort der WM war Naltschik, wo die Titelkämpfe im August und September 2008 stattfanden. Hauptschiedsrichterin war Zsuzsa Verőci aus Ungarn, Stellvertreter Mikko Markkula (Finnland). Die Spielerinnen trafen mit Ausnahme des Finales in Mini-Matches über je zwei Partien aufeinander. Bei unentschiedenem Ausgang wurde um Partien mit verkürzter Bedenkzeit verlängert. Die siebente Partie wurde dabei als Armageddon-Partie ausgetragen, so dass sich auch bei einem Stand von 3½:3½ eine Siegerin ermitteln ließ. Die Zahlen vor bzw. nach dem Namen der Spielerin in der folgenden Tabelle bezeichnen ihre Position in der Setzliste.

## Kurzfristige Rücktritte
Insgesamt elf der eingeladenen Spielerinnen, darunter alle Vertreterinnen von Georgien, reisten nicht zur Weltmeisterschaft an. In der Mehrzahl drückten sie damit ihre Vorbehalte im Zusammenhang mit dem Kaukasuskrieg 2008 aus. Da das Starterfeld und die Setzliste nicht mehr geändert wurden, ergaben sich in den beiden ersten Runden diverse Freilose.

## 1. Runde
ausgetragen vom 29. August 2008 bis 31. August 2008
| 1  | Xu Yuhua                  | 1½ – ½  | Anzel Solomons            | 64 |
| 16 | Elisabeth Pähtz           | 4 – 3   | Ilaha Kadimova            | 49 |
| 17 | Anna Uschenina            | 1½ – ½  | Lê Thanh Tú               | 48 |
| 8  | Tatjana Kossinzewa        | 2 – 0   | Nafisa Mo‘minova          | 57 |
| 9  | Alexandra Kostenjuk       | 2 – 0   | Atousa Pourkashiyan       | 56 |
| 29 | Nataša Bojković           | 1½ – 2½ | Ju Wenjun                 | 36 |
| 13 | Natalja Schukowa          | 1½ – 2½ | Katerina Rohonyan         | 52 |
| 20 | Inna Gaponenko            | 1½ – ½  | Zhang Jilin               | 45 |
| 5  | Pia Cramling              | 1½ – ½  | Sarai Sanchez Castillo    | 60 |
| 28 | Tania Sachdev             | ½ – 1½  | Tan Zhongyi               | 37 |
| 12 | Ruan Lufei                | 1½ – ½  | Irina Sakurdjajewa        | 53 |
| 3  | Hou Yifan                 | 2 – 0   | Mona Khaled               | 62 |
| 30 | Iweta Rajlich             | 0 – 2   | Batchujagiin Möngöntuul   | 35 |
| 27 | Lilit Mkrttschjan         | 3½ – 2½ | Eva Moser                 | 38 |
| 22 | Harika Dronavalli         | 2 – 0   | Wera Nebolsina            | 43 |
| 11 | Anna Musytschuk           | 2 – 0   | Maria Weltschewa          | 54 |
| 7  | Zhao Xue                  | 2 – 0   | Marisa Zuriel             | 58 |
| 26 | Shen Yang                 | 1½ – ½  | Ketino Kachiani-Gersinska | 39 |
| 23 | Nadeschda Kossinzewa      | 2 – 0   | Nisha Mohota              | 42 |
| 10 | Viktorija Čmilytė-Nielsen | 1½ – ½  | Walentina Golubenko       | 55 |
| 15 | Hoàng Thanh Trang         | 1½ – ½  | Maritza Arribas Robaina   | 50 |
| 18 | Monika Soćko              | 4 – 3   | Sabina-Francesca Foișor   | 47 |
| 2  | Humpy Koneru              | 2 – 0   | Yorsa Alaa El Din         | 63 |

Kampflos kamen in die zweite Runde:  Swetlana Matwejewa,  Anna Zatonskih,  Antoaneta Stefanowa,  Claudia Amura,  Elena Sedina,  Nguyễn Thị Thanh An und  Anna Gasik.

## 2. Runde
ausgetragen vom 1. September 2008 bis 3. September 2008
| 1  | Xu Yuhua                  | ½ – 1½  | Swetlana Matwejewa      | 33 |
| 16 | Elisabeth Pähtz           | ½ – 1½  | Anna Uschenina          | 17 |
| 8  | Tatjana Kossinzewa        | 1½ – ½  | Anna Zatonskih          | 25 |
| 4  | Antoaneta Stefanowa       | 3 – 1   | Ju Wenjun               | 36 |
| 20 | Inna Gaponenko            | 2½ – 1½ | Katerina Rohonyan       | 44 |
| 5  | Pia Cramling              | 1½ – ½  | Tan Zhongyi             | 37 |
| 12 | Ruan Lufei                | 1½ – ½  | Claudia Amura           | 53 |
| 3  | Hou Yifan                 | 2 – 0   | Batchujagiin Möngöntuul | 35 |
| 46 | Elena Sedina              | 3 – 1   | Nguyễn Thị Thanh An     | 51 |
| 27 | Lilit Mkrttschjan         | 1½ – ½  | Anna Gasik              | 59 |
| 11 | Anna Musytschuk           | 1½ – 2½ | Harika Dronavalli       | 22 |
| 7  | Zhao Xue                  | ½ – 1½  | Shen Yang               | 26 |
| 10 | Viktorija Čmilytė-Nielsen | 1½ – 2½ | Nadeschda Kossinzewa    | 23 |
| 15 | Hoàng Thanh Trang         | 1½ – ½  | Monika Soćko            | 18 |

Kampflos kamen in die dritte Runde:  Alexandra Kostenjuk und  Humpy Koneru.

## 3. Runde
ausgetragen vom 4. September 2008 bis 6. September 2008
| 17 | Anna Uschenina      | 2 – 0   | Swetlana Matwejewa   | 33 |
| 8  | Tatjana Kossinzewa  | ½ – 1½  | Alexandra Kostenjuk  | 9  |
| 4  | Antoaneta Stefanowa | 2 – 0   | Inna Gaponenko       | 20 |
| 5  | Pia Cramling        | 1½ – ½  | Ruan Lufei           | 12 |
| 3  | Hou Yifan           | 3 – 1   | Elena Sedina         | 46 |
| 27 | Lilit Mkrttschjan   | 1½ – ½  | Harika Dronavalli    | 22 |
| 26 | Shen Yang           | 3½ – 2½ | Nadeschda Kossinzewa | 23 |
| 2  | Humpy Koneru        | 1½ – ½  | Hoàng Thanh Trang    | 15 |

## Viertelfinale
ausgetragen vom 7. September 2008 bis 9. September 2008
| 9 | Alexandra Kostenjuk | 1½ – ½ | Anna Uschenina    | 17 |
| 4 | Antoaneta Stefanowa | ½ – 1½ | Pia Cramling      | 5  |
| 3 | Hou Yifan           | 1½ – ½ | Lilit Mkrttschjan | 27 |
| 2 | Humpy Koneru        | 2 – 0  | Shen Yang         | 26 |

## Halbfinale
ausgetragen vom 10. September 2008 bis 12. September 2008
| 5 | Pia Cramling | ½ – 1½ | Alexandra Kostenjuk | 9 |
| 2 | Humpy Koneru | 2 – 4  | Hou Yifan           | 3 |

## Weltmeisterschaftskampf
Der Weltmeisterschaftskampf wurde vom 14. bis 17. September 2008 ausgetragen.
|                     | 1 | 2 | 3 | 4 | Total |
| ------------------- | - | - | - | - | ----- |
| Alexandra Kostenjuk | 1 | ½ | ½ | ½ | 2½    |
| Hou Yifan           | 0 | ½ | ½ | ½ | 1½    |